# Phòng Thí nghiệm Sức đẩy Phản lực
Phòng Thí nghiệm Sức đẩy Phản lực (tiếng Anh - Jet Propulsion Laboratory, viết tắt JPL) là một trung tâm nghiên cứu và phát triển được tài trợ bởi chính phủ liên bang Hoa Kỳ, đồng thời là một trung tâm chuyên sâu về lĩnh vực sức đẩy phản lực của NASA nằm ở Pasadena, California. JPL được quản lý thông qua Đại học công nghệ California (Caltech) nằm gần đó.
Chức năng chính của phòng thí nghiệm là thiết kế và vận hành các robot phi thuyền tới các hành tinh, cũng như trên quỹ đạo Trái Đất và các sứ mệnh thiên văn học khác. Đồng thời nó cũng chịu trách nhiệm điều hành mạng lưới không gian chuyên sâu của NASA (NASA's Deep Space Network).

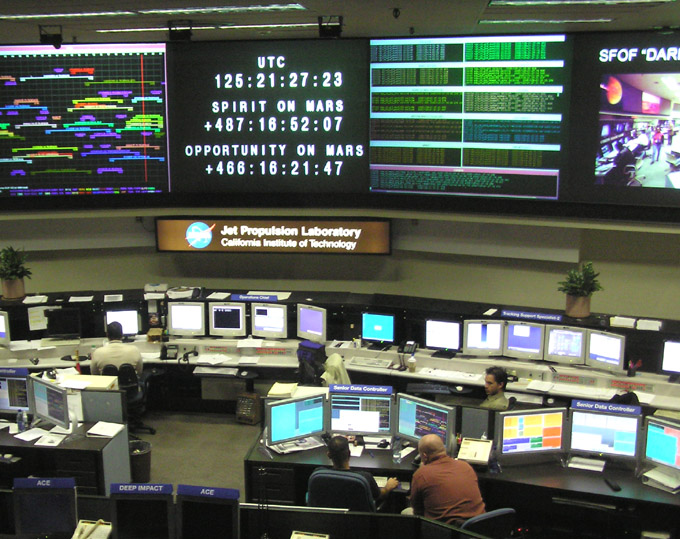
Phòng điều khiển ở JPL.

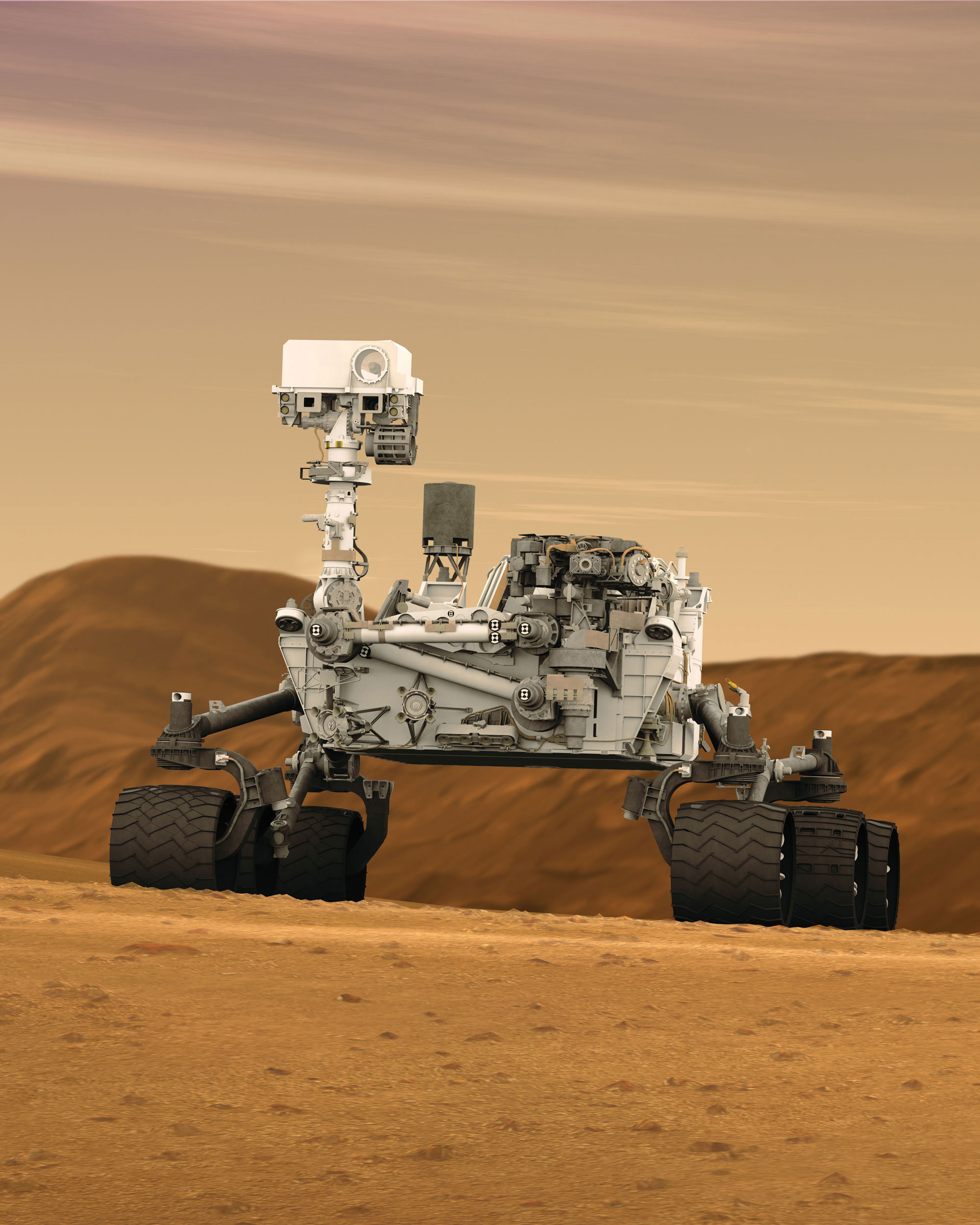
Dự án Phòng thí nghiệm khoa học Sao Hỏa nằm trong chương trình thám hiểm Sao Hỏa của NASA do JPL quản lý.

## Danh sách các giám đốc
- Theodore von Kármán, 1938 – 1944
- Frank Malina, 1944 – 1946
- Louis Dunn, 1946 – 1 Tháng Mười, 1954
- William Hayward Pickering, 1 Tháng Mười, 1954 – 31 Tháng Ba, 1976
- Bruce C. Murray, 1 Tháng Tư, 1976 – 30 Tháng Sáu, 1982
- Lew Allen, Jr., 22 Tháng Bảy, 1982 – 31 Tháng Mười Hai, 1990
- Edward C. Stone, 1 Tháng Một, 1991 – 30 Tháng Tư, 2001
- Charles Elachi, 1 Tháng Năm, 2001 – Hiện tại[3]

## Những phát minh ứng dụng trong đời sống
Đầu những năm 1990, Eric Fossum làm việc chăm chỉ trong phòng thí nghiệm sức đẩy phản lực của NASA nhằm giảm kích thước của camera trên tàu vũ trụ. Giải pháp ông đưa ra là sử dụng cảm ứng pixel động CMOS (camera trên chip). Hệ thống thu nhỏ này đã mở đường cho các cảm ứng hiện dùng trong điện thoại. Đó là sự ra đời của điện thoại có camera.
Súng phun nước Super Soaker phổ biến trong một thời gian dài, nó thậm chí còn dùng để chỉ những khẩu súng nước nói chung. Nó có nguồn gốc từ công trình nghiên cứu của giáo sư Lonnie Johnson, thuộc phòng thí nghiệm sức đẩy phản lực.